# Marionina antipodum
Marionina antipodum är en ringmaskart som först beskrevs av Benham 1905.  Marionina antipodum ingår i släktet Marionina och familjen småringmaskar. Inga underarter finns listade i Catalogue of Life.